# Улица Зои Космодемьянской (Самара)
У́лица Зо́и Космодемья́нской — улица в Промышленном районе города Самары.
Расположена в Приволжском микрорайоне. Идет от Московского шоссе до улицы Георгия Димитрова рядом с рынком «Шапито». Пересекает улицу Силина.

## Объекты
Улица Зои Космодемьянской начала застраиваться в 70-х годах XX века 9-ти и 12-этажными блочно-панельными домами согласно генеральному плану развития города, который тогда назывался Куйбышев. В начале XXI века было построено ещё несколько высотных жилых домов (так называемая уплотнительная застройка).
На этой улице расположены магазины, в том числе крупный универсам, и школа № 85.

## Происхождение названия
Улица названа в честь Зои Анатольевны Космодемьянской — партизанки, героя Советского Союза. Название присвоено улице 18 октября 1979 года.

## Транспорт
На ней расположена одноимённая остановка общественного автобуса маршрута №56.
Можно доехать автобусами по Московскому шоссе до остановок «Ул. Георгия Димитрова» или «Улица Ташкентская», а также по улице Георгия Димитрова до остановок «Московское шоссе» и «Приволжский микрорайон». 
Трамвайные пути проходят в 450 метрах, по улице Ташкентской. 
На пересечении с улицей Силина есть транспортное кольцо внутрирайонного значения.